# Ole Ventegodt
Ole Ventegodt (7. července 1932 - 2004) byl dánský námořní důstojník a námořní historik.
Působil na různých pozicích v námořnictvu, až v roce 1975 dosáhl hodnosti velitele. Poté začal studovat historii, v roce 1979 získal titul cand.phil a byl v roce 1981 jmenován kurátorem v Královském dánském námořní muzeu. Od roku 1992 byl redaktorem Den Store Danske Encyklopædi, kde je autorem řady statí.

## Dílo
- Redere, rejser og regnskaber, Flensborg 1989
- Solens sted ved middag..., Den Store Danske Encyklopædi 1996
- Den sidste brik: Mylius-Erichsens Danmark-ekspedition til Nordøstgrønland 1906-1908, Gyldendal 1997 og 2000. ISBN 9788700290082
- Bidrag til Ole Feldbæk (red.), Dansk søfarts historie I: Indtil 1588, Gyldendal 1997.
- Skibsfart på Grønland gennem 1000 år. Bind 1, Post Greenland 2003. ISBN 8798950401